# Plexauridae

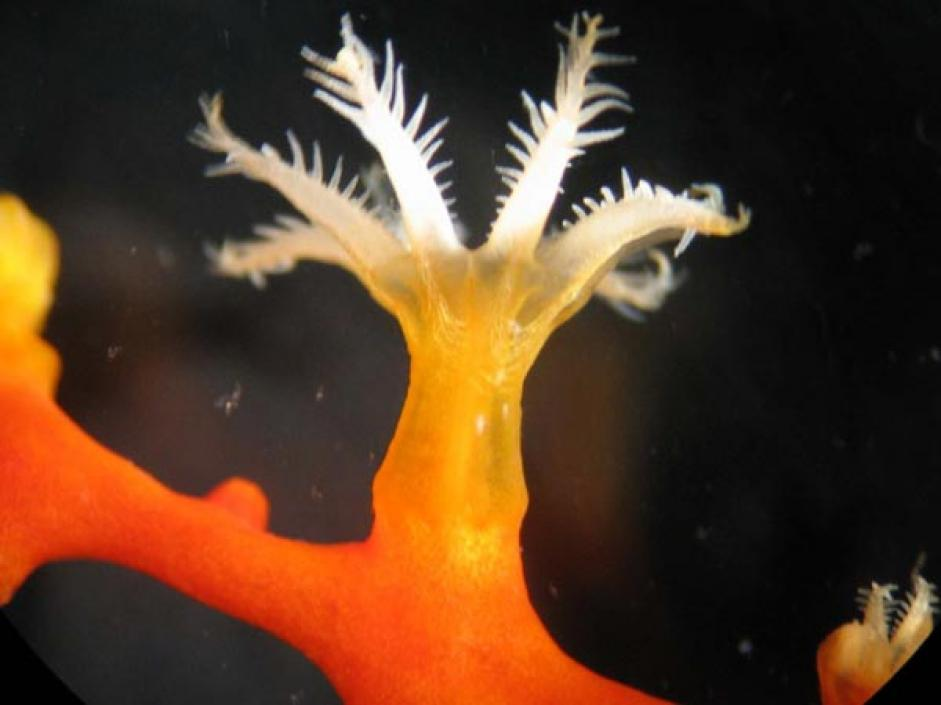
Tentáculos pinnados de Swiftia sp. Golfo de Alaska

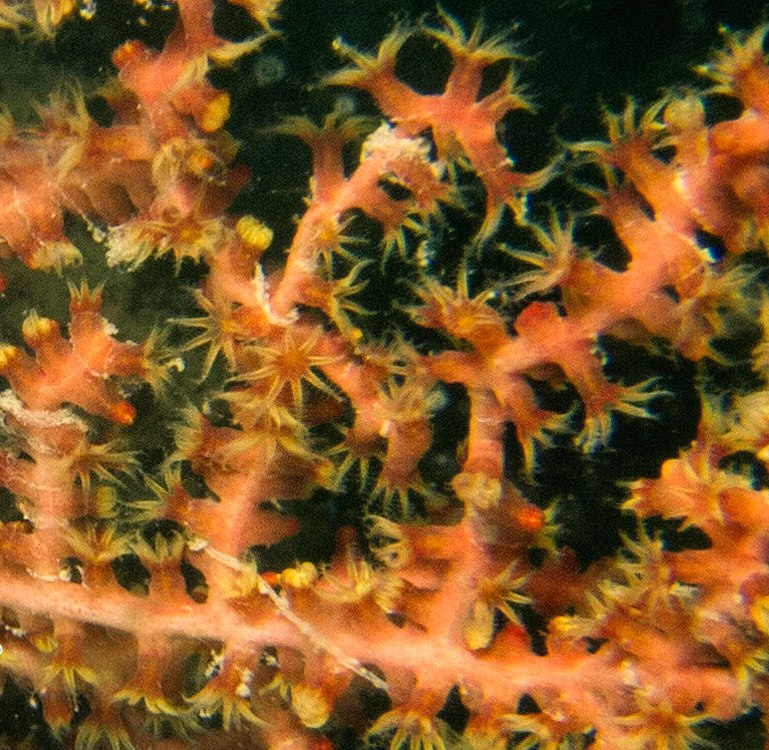
Pólipos de Echinogorgia sp en Koh Phangan

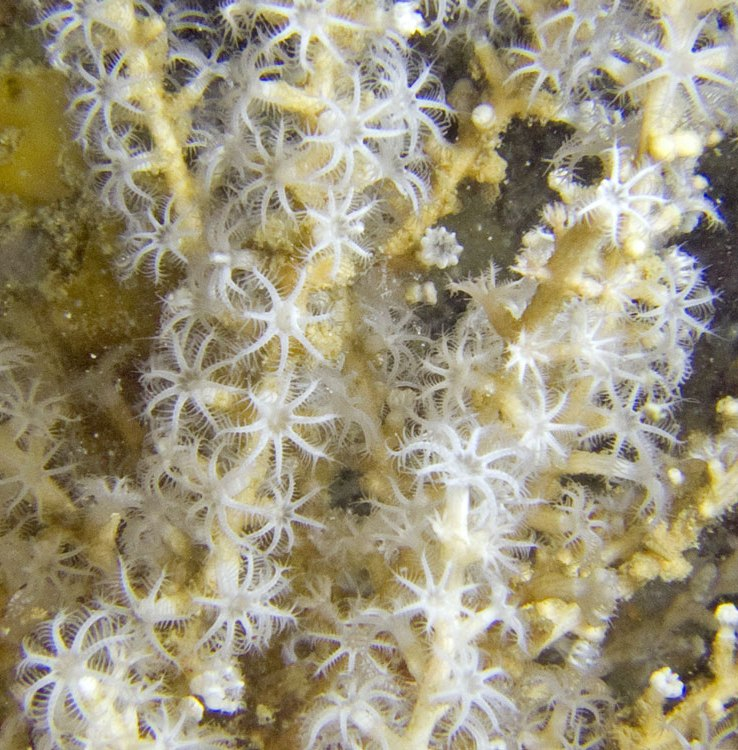
Echinogorgia sp en Koh Phangan, Tailandia

Plexauridae es una familia de gorgonias marinas que pertenecen al suborden Holaxonia, del orden Alcyonacea, dentro de la subclase Octocorallia. 
Enmarcados comúnmente entre los corales blandos, ya que carecen de esqueleto cálcico, como los corales duros del orden Scleractinia, por lo que no son corales hermatípicos. Forman colonias de pólipos, con ocho tentáculos, y pinnados en muchos casos, unidos por una masa carnosa (cenénquima) o tejido común generado por ellos. Para darle consistencia, al carecer de esqueleto, su tejido contiene espículas de calcita y gorgonina, una sustancia córnea proteínica específica de las gorgonias, que utilizan para construir las estructuras que soportan a la colonia.
La familia comprende 44 géneros de gorgonias, siendo la mayor familia de gorgonias, en cuanto a número de especies. Algunos autores, agrupan las especies en dos subfamilias: Plexaurinae y Stenogorgiinae, aunque esta subdivisión de la familia no está aceptada de forma generalizada, y la adscripción del total de especies conocidas a alguna de las subfamilias, tampoco.
Se caracterizan por tener un amplio y hueco núcleo central, rodeado de gorgonina, con lóculos (espacios huecos) que, a menudo, contienen calcita incrustada. Diversos análisis filogenéticos moleculares soportan que la familia no es monofilética.

## Géneros
El Registro Mundial de Especies Marinas reconoce los siguientes géneros:
- Acanthacis. Deichmann, 1936
- Acanthomuricea. Hentschel, 1903
- Alaskagorgia. Sánchez & Cairns, 2004
- Anthomuricea. Studer, 1887
- Anthoplexaura. Kükenthal, 1908
- Astrogorgia. Verrill, 1868
- Astromuricea. Germanos, 1895
- Bayergorgia. Williams & Lopez-Gonzalez, 2005
- Bebryce. Philippi, 1841
- Chromoplexaura. Williams, 2013
- Cryogorgia. Williams, 2005
- Dentomuricea. Grasshoff, 1977
- Discogorgia. Kükenthal, 1919
- Echinogorgia. Kölliker, 1865
- Echinomuricea. Verrill, 1869
- Elasmogorgia. Wright & Studer, 1889
- Eunicea. Lamouroux, 1816
- Euplexaura. Verrill, 1869
- Heterogorgia. Verrill, 1868
- Hypnogorgia. Duchassaing & Michelotti, 1864
- Lapidogorgia. Grasshoff, 1999
- Lepidomuricea. Kükenthal, 1919
- Lytreia. Bayer, 1981
- Menacella. Gray, 1870
- Menella. Gray, 1870
- Mesogligorgia. Lopez-Gonzalez, 2007
- Muricea. Lamouroux, 1821
- Muriceides. Wright & Studer, 1889
- Muriceopsis. Aurivillius, 1931
- Paracis. Kükenthal, 1919
- Paramuricea. Koelliker, 1865
- Paraplexaura. Kükenthal, 1909
- Placogorgia. Wright & Studer, 1889
- Plexaura. Lamouroux, 1812
- Plexaurella. Kölliker, 1865
- Psammogorgia. Verrill, 1868
- Pseudoplexaura. Wright & Studer, 1889
- Pseudothesea. Kükenthal, 1919
- Scleracis. Kükenthal, 1919
- Spinimuricea. Grasshoff, 1992
- Swiftia. Duchassaing & Michelotti, 1864
- Thesea. Duchassaing & Michelotti, 1860
- Trimuricea. Gordon, 1926
- Villogorgia. Duchassaing & Michelloti, 1862

## Galería

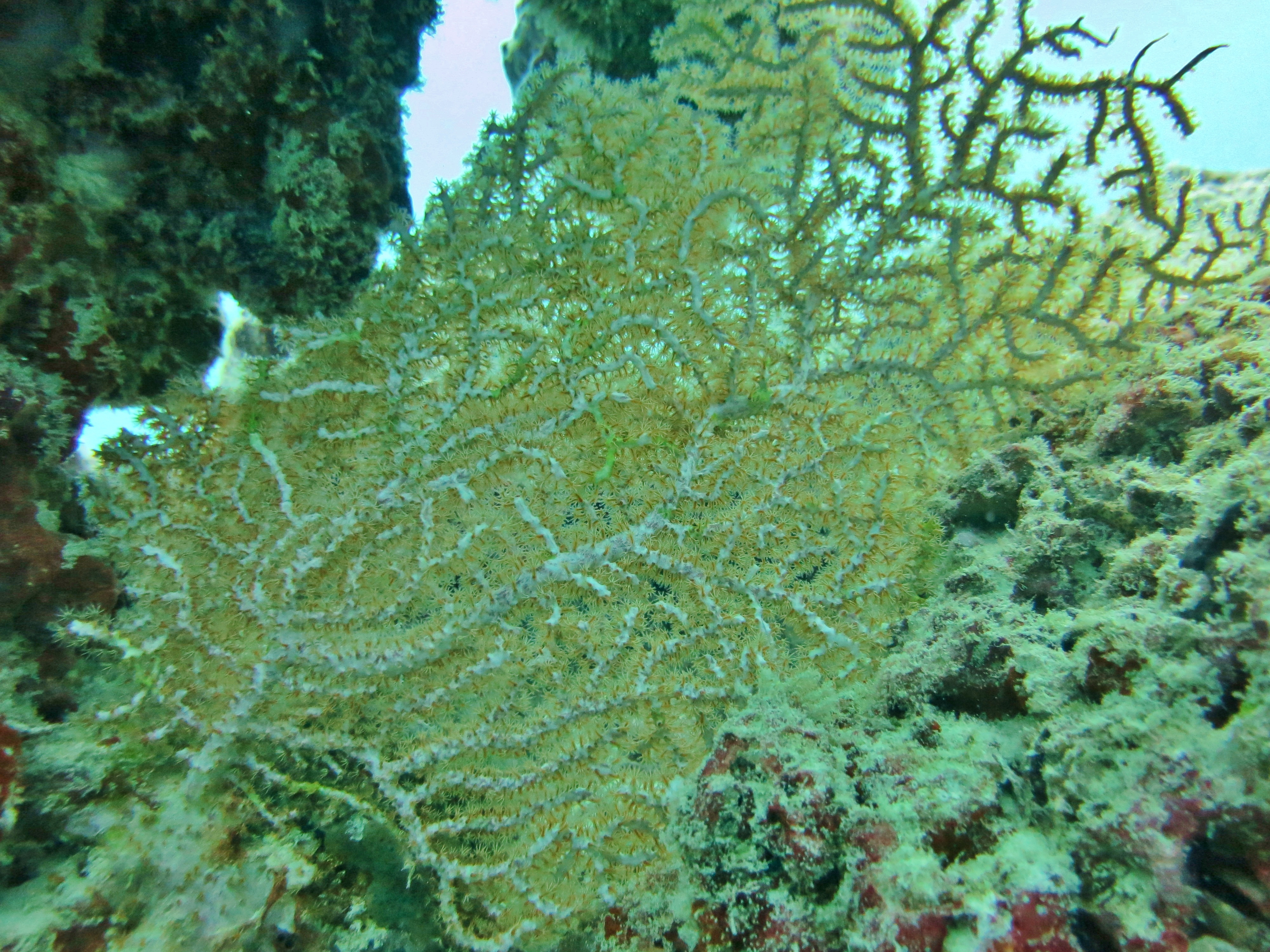
Astrogorgia sp
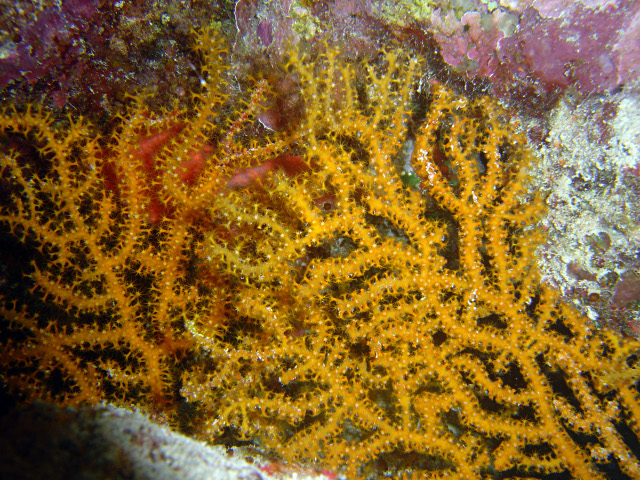
Bebryce sulfurea
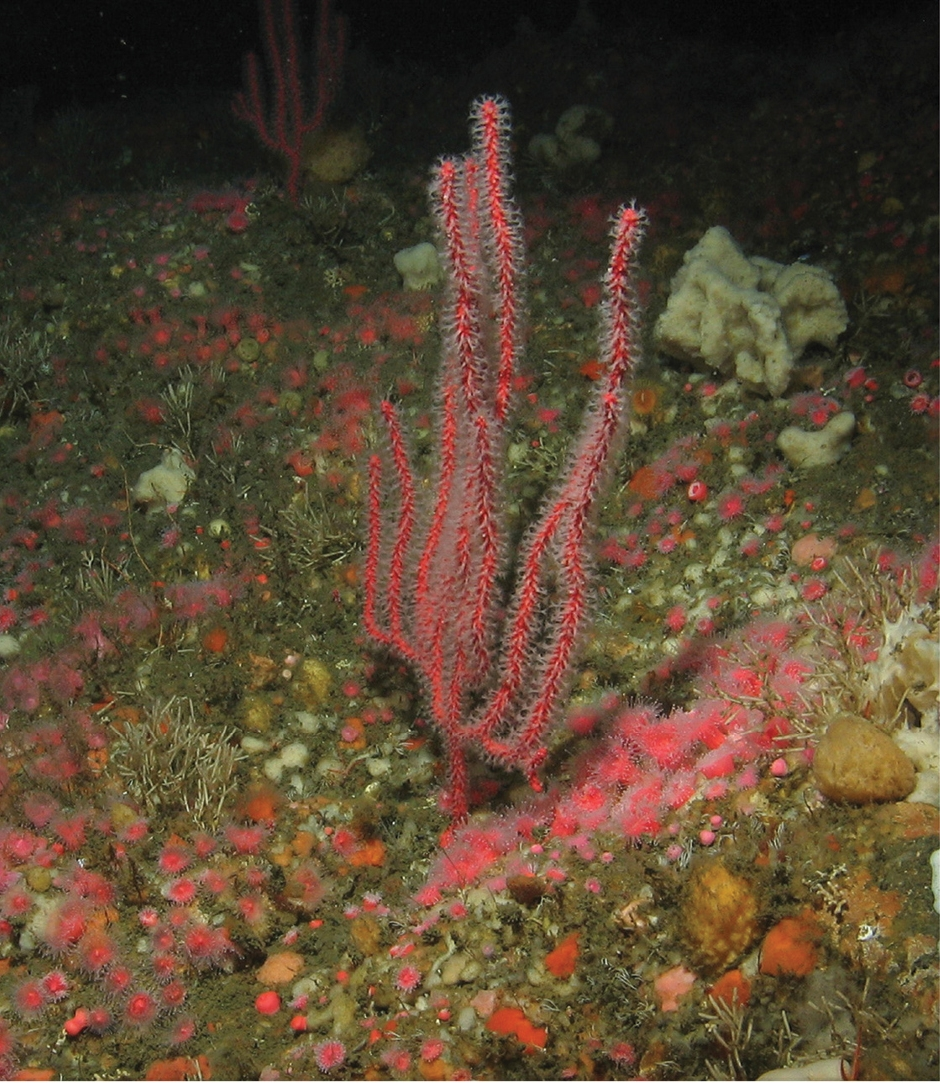
Chromoplexaura marki rodeada de Corynactis californica
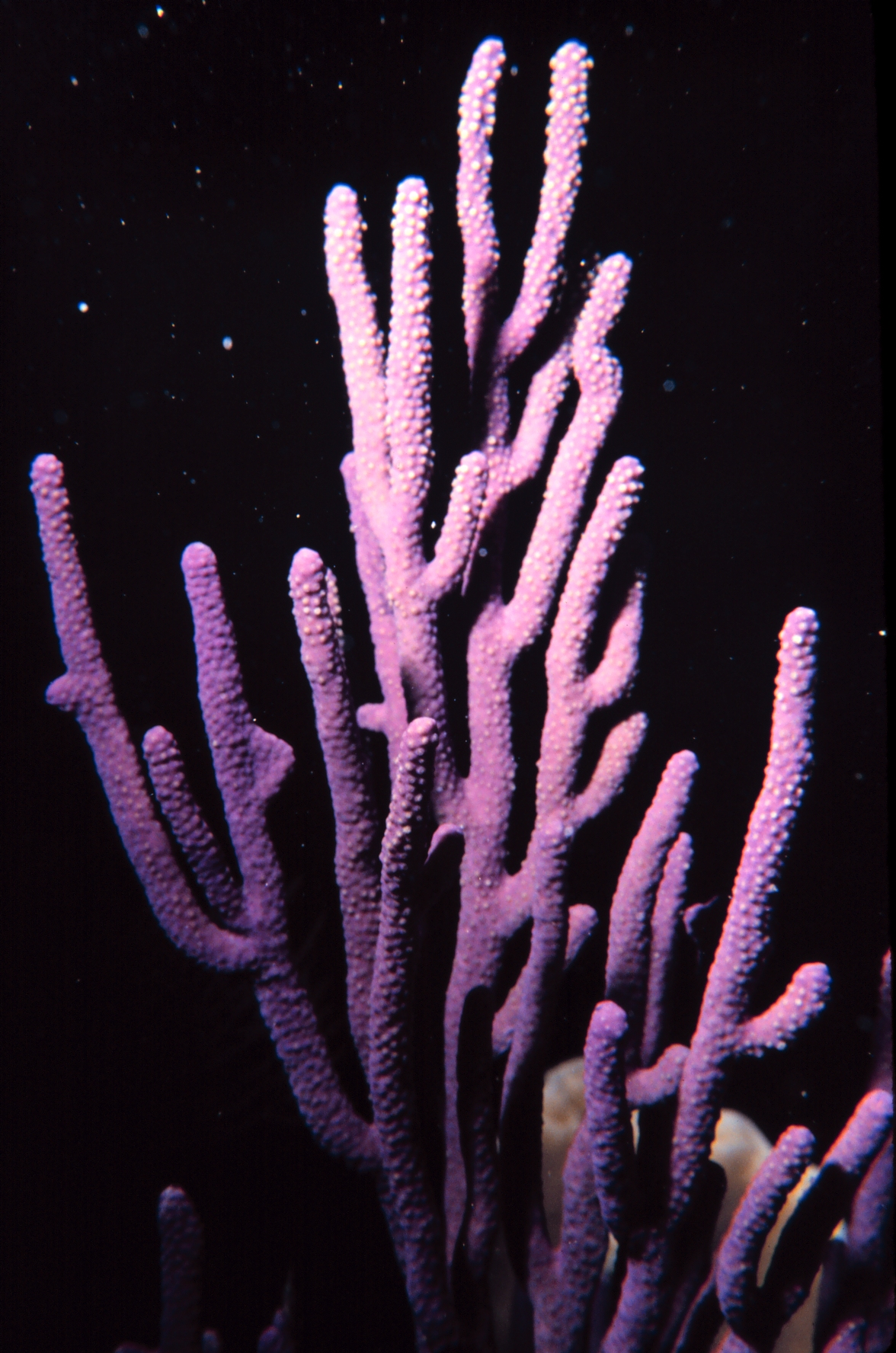
Eunicea flexuosa
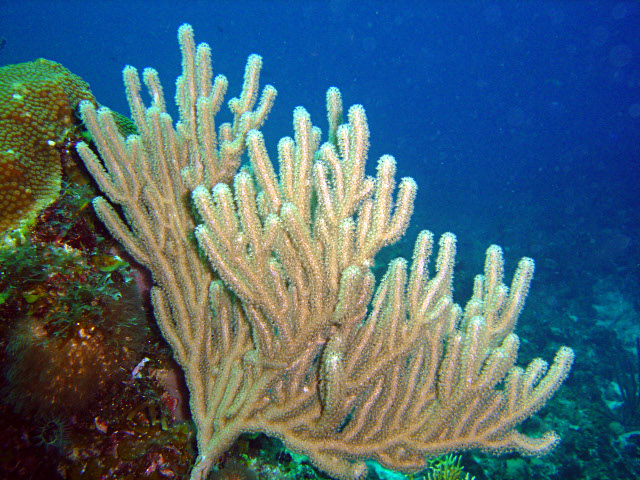
Muricea elongata
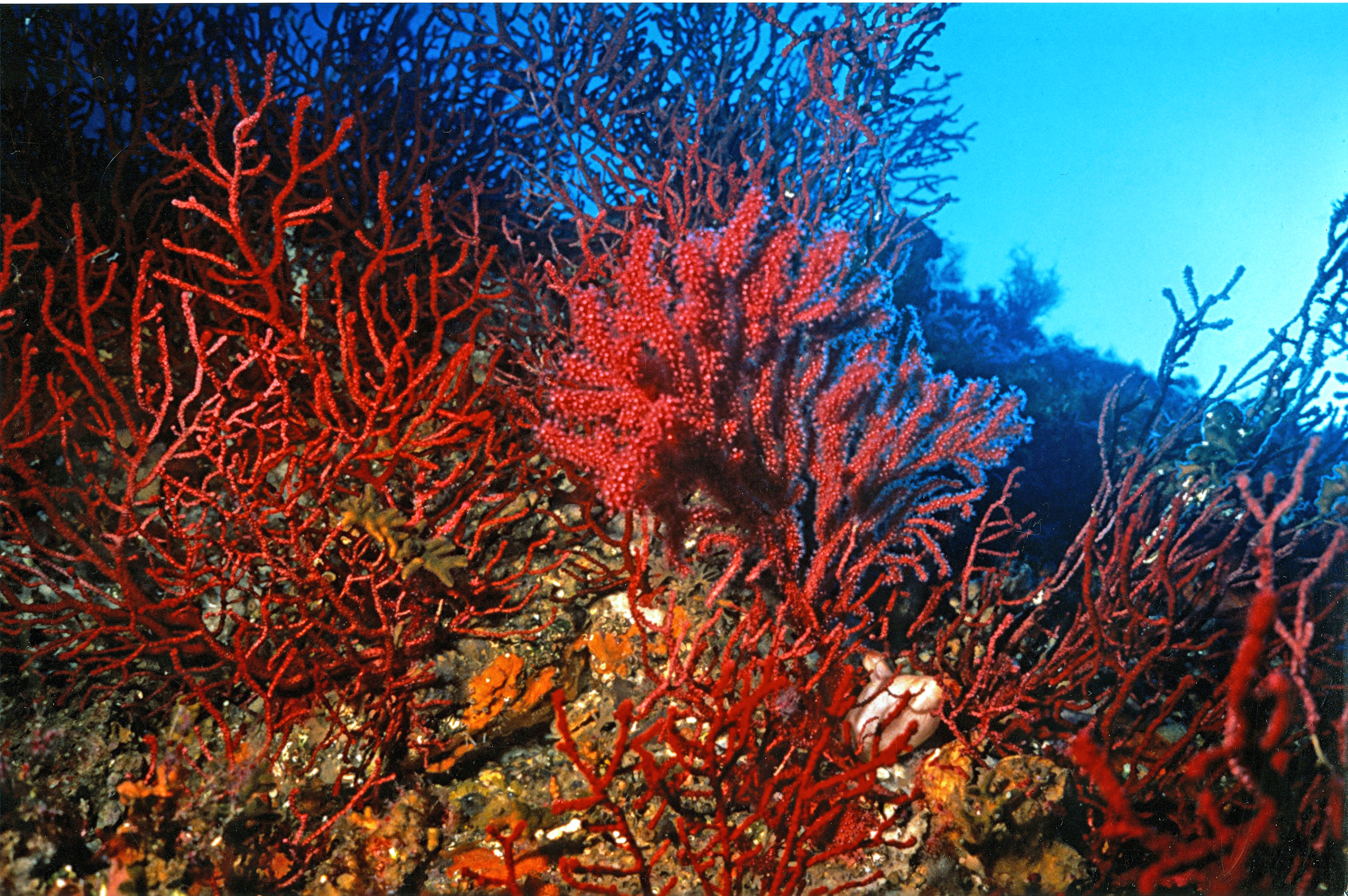
Paramuricea clavata

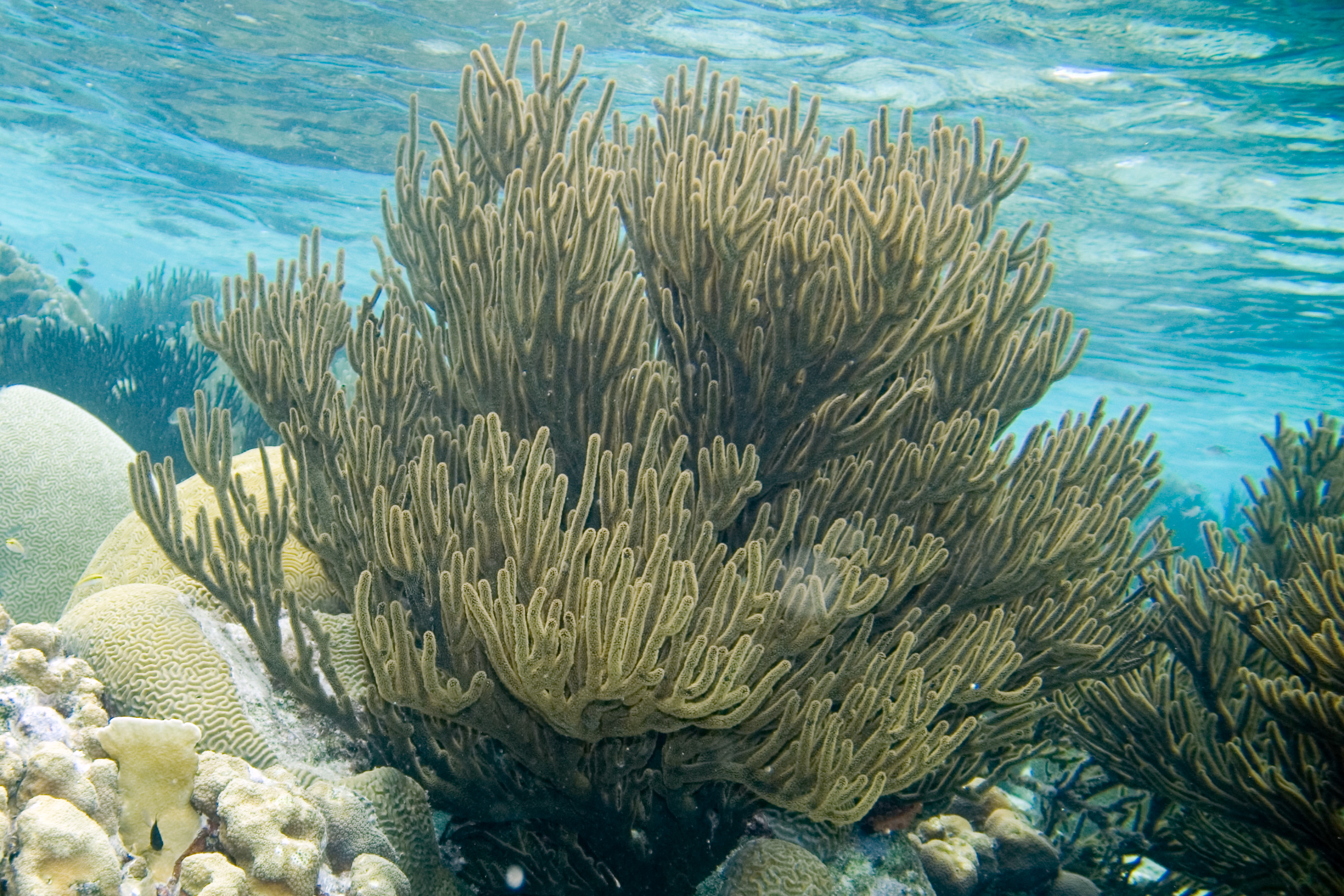
Plexaura homomalla
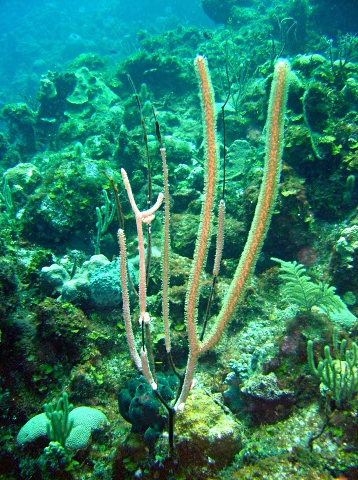
Plexaurella nutans
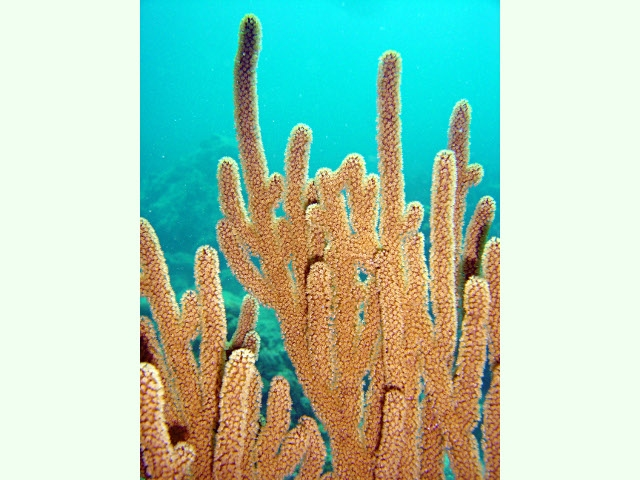
Pseudoplexaura sp
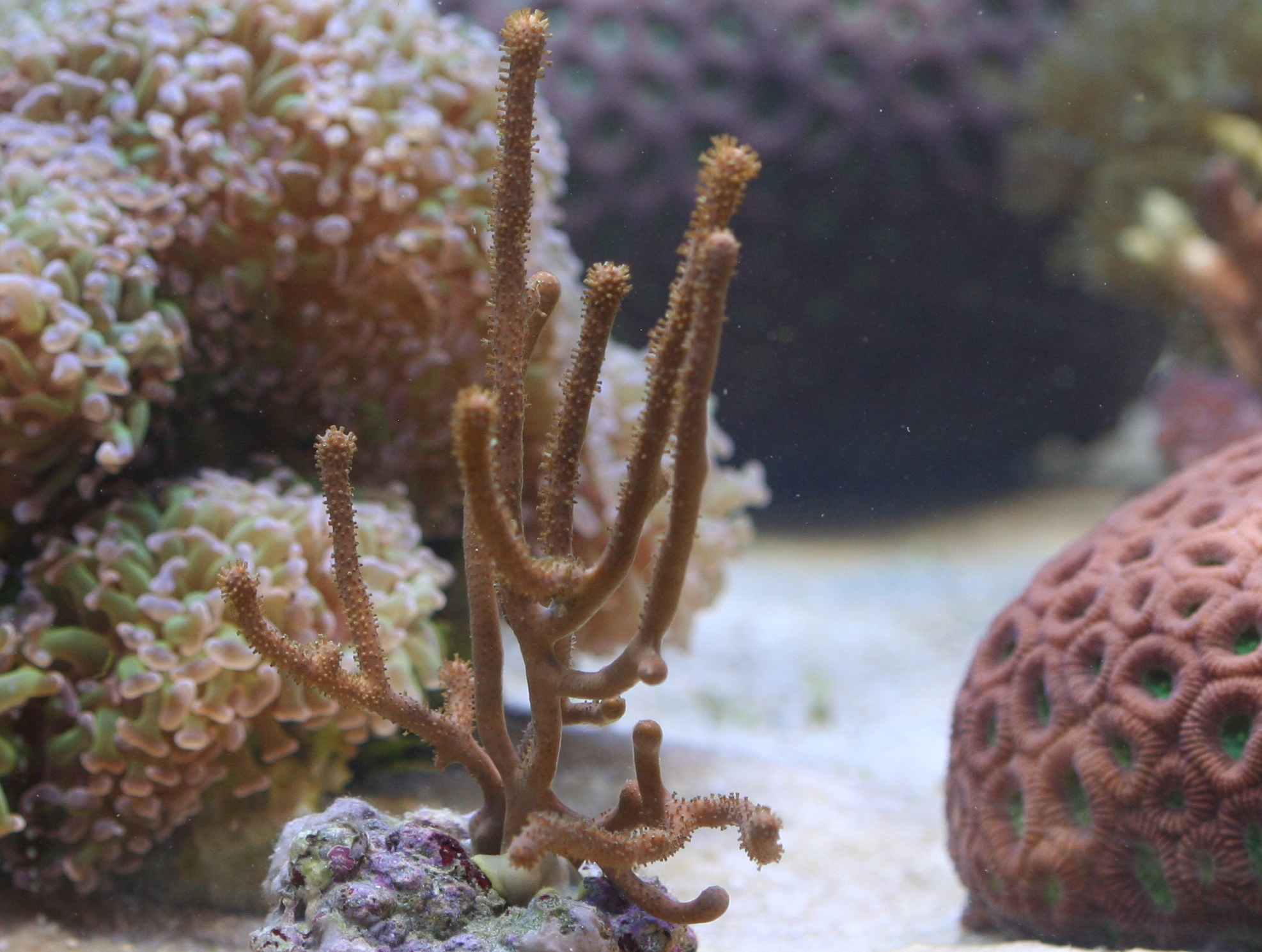
Rumphella aggregata
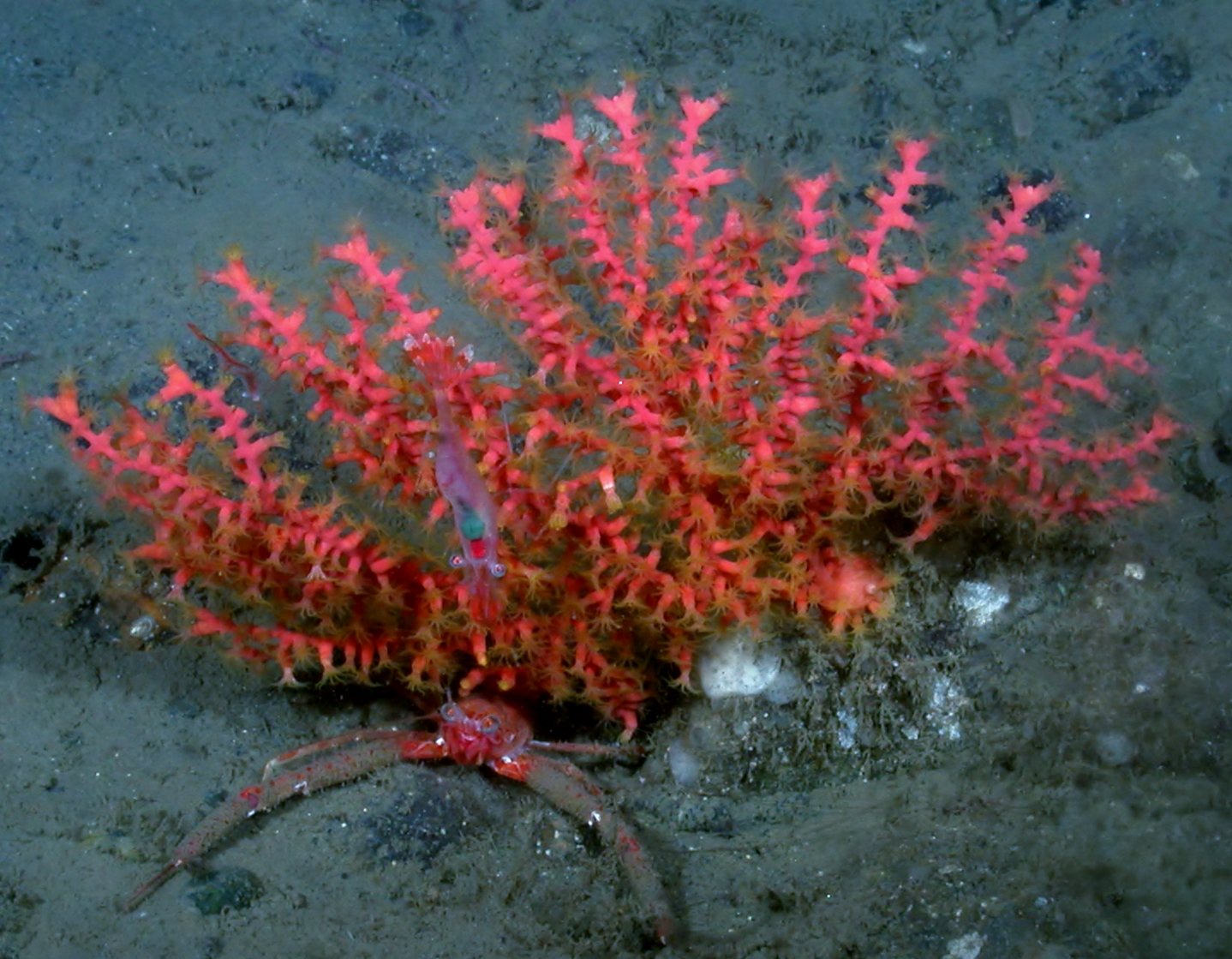
Swiftia pacifica
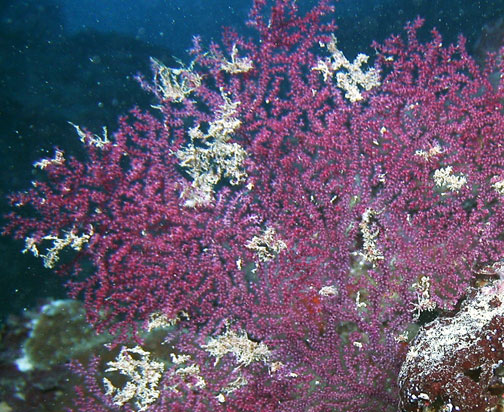
Villogorgia sp